# NGC 138
Az NGC 138 egy spirálgalaxis az Pisces (Halak) csillagképben.

## Felfedezése
Az NGC 138 galaxist Albert Marth fedezte fel 1864. augusztus 29-én.

## Tudományos adatok
A galaxis 11 894 km/sec sebességgel távolodik tőlünk.